# Annika Langvad
Annika Langvad (ur. 22 marca 1984 w Silkeborgu) – duńska kolarka górska i szosowa, wielokrotna medalistka mistrzostw świata.

## Kariera
Pierwszy sukces w karierze Annika Langvad osiągnęła w 2010 roku, kiedy zdobyła brązowy medal podczas mistrzostw świata w maratonie MTB w Sankt Wendel. W zawodach tych wyprzedziły ją jedyne Esther Süss ze Szwajcarii i Niemka Sabine Spitz. Na dwóch kolejnych imprezach tego cyklu: mistrzostwach w Montebelluna (2011) i mistrzostwach w Ornans (2012) Langvad zwyciężała. Ponadto kilkakrotnie zdobywała złote medale mistrzostw kraju, zarówno w kolarstwie górskim jak i szosowym. W 2016 roku zwyciężyła w cross country na mistrzostwach świata w kolarstwie górskim w Novym Měscie. W tym samym roku wzięła też udział w igrzyskach olimpijskich w Rio de Janeiro, gdzie była jedenasta w cross country.